# Pamela (singolo)
Pamela è una canzone della rock band Toto, secondo singolo estratto dall'album The Seventh One.

## Informazioni
Il brano fu scritto da David Paich e Joseph Williams. Paich aveva già scritto le parole e musicato il brano e aveva fatto un arrangiamento per coro, ma a Williams venne l'idea di riscrivere il testo includendo il nome Pamela nel ritornello (al tempo era fidanzato con una ragazza, chiamata per l'appunto Pamela). Il singolo fu uno dei più venduti di fine anni ottanta, arrivò ventiduesimo nella Billboard Hot 100, novantaquattresimo nell'ARIA Charts e nono nella MegaCharts. Il brano diventò così popolare da essere considerato uno dei classici della band. Poco prima della pubblicazione del singolo, Steve Porcaro abbandonò la band, ma anche lui aveva partecipato alle registrazioni di The Seventh One, e continuerà a registrare con i Toto pur non facendo più parte della band.
A metà del brano c'è il sintetizzatore che ricorda quello usato in sottofondo per alcune partite di calcio Rai e Fininvest di quel periodo.

## Videoclip
Il video della canzone rappresenta la band mentre si esibisce, anche se spesso vi si osservano delle donne.

## Tracce

### Versione mondiale
1. Pamela
2. Stay Away

### Versione statunitense
1. Pamela
2. You Got Me

### Versione giapponese
1. Pamela
2. The Seventh One

### Versione intera
1. Pamela
2. You Got Me
3. Stay Away

## Formazione
- Joseph Williams - voce principale
- Steve Lukather - chitarra elettrica e voce secondaria
- David Paich - tastiere e voce secondaria
- Steve Porcaro - tastiera (non compare nel video)
- Mike Porcaro - basso
- Jeff Porcaro - percussioni

## Classifiche
| Classifica (1988)                | Posizione massima |
| -------------------------------- | ----------------- |
| Australia                        | 94                |
| Belgio (Fiandre)                 | 10                |
| Canada                           | 32                |
| Paesi Bassi                      | 8                 |
| Stati Uniti                      | 22                |
| Stati Uniti (adult contemporary) | 9                 |